# سورکمب
سورکمب، روستایی در دهستان بانسنت بخش مرکزی شهرستان کنارک در استان سیستان و بلوچستان ایران است.

## جمعیت
بر پایه سرشماری عمومی نفوس و مسکن در سال1399، جمعیت این روستا برابر با , ۲٬۹۷۴ نفر ('۴۶۱ خانوار) بوده‌است.